# دپراباک
دپراباک (به ارمنی: Դպրաբակ) یک شهر در ارمنستان است که در استان گغارکونیک واقع شده‌است.  در  کیلومتری شمال گاوار، مرکز استان گغارکونیک واقع شده است.

## خصوصیات
دپراباک ۶۵۴ نفر جمعیت دارد و ۱٬۲۱۶ متر بالاتر از سطح دریا واقع شده‌است.  در  کیلومتری شمال گاوار، مرکز استان گغارکونیک واقع شده است.